# خیزش اسکورپیو (فیلم)
خیزش اسکورپیو (انگلیسی: Scorpio Rising) یک فیلم کوتاه تجربی آمریکایی در سال ۱۹۶۳ به کارگردانی کنت انگر و بازی بروس بایرون در نقش عقرب است. موضوعات اصلی فیلم شامل معنویت، خرده فرهنگ موتورسواری، همجنس‌گرایی، مسیحیت و نازیسم است. خیزش اسکورپیو همچنین به پرستش آیکون‌های شورشی آن دوران، مانند جیمز دین و مارلون براندو (که آنگر از آنها به عنوان «قهرمانان» بایرون یاد می‌کند) می‌پردازد. مانند بسیاری از فیلم‌های انگر، خیزش عقرب شامل هیچ گفتگویی نیست. در عوض یک موسیقی متن برجسته متشکل از پاپ دهه ۱۹۶۰ شامل آهنگ‌های ریکی نلسون، انجلز، کریستالز، بابی وینتون، الویس پریسلی و ری چارلز است.

## انتشار
اولین بار این فیلم در اکتبر ۱۹۶۳ در تئاتر هنری گرامرسی در شهر نیویورک به نمایش درآمد.
وقتی این فیلم در تئاتر هنری در لس آنجلس به نمایش درآمد، توسط حزب نازی آمریکا مورد اعتراض قرار گرفت، به این دلیل که به پرچم آنها توهین کرده‌است. سرانجام پلیس به محل فراخوانده شد و مدیر تئاتر را به دلیل اشاعه عمومی فحشا دستگیر و اجرای فیلم لغو شد. پرونده به دادگاه عالی کالیفرنیا رفت و در آنجا پرونده به نفع انگر خاتمه یافت. انگر در مصاحبه ای توضیح داد:
ما به یک معنا فراموش کردیم که خیزش عقرب در زمان خود در یکی از صحنه‌ها یک قانون‌شکنی بود. از آنجا که فقط چند فلش از برهنگی، دستگاه تناسلی یا هر چی دیگری در فیلم وجود دارد، هر آنچه در فیلم است، منظورم این است که آنها بسیار بسیار کوتاه هستند و اگر چشمک بزنید، حتی آنها را نمی‌بینید. به هر حال، وقتی در سینما به نمایش درآمد - جایی که آن را سینمای خیابان وسترن هالیوود می‌نامیدند - اجرای ویژه، کسی آن را نزد تیم مدیریت هالیوود تقبیح کرد و آن‌ها به تئاتر حمله کردند و نسخه را گرفتند. و پرونده باید شد برای آزاد شدن به دادگاه عالی کالیفرنیا می‌رفت و سپس به پرونده ای مهم برای بازخرید لیاقت اجتماعی تبدیل شد. این عبارتی بود که برای توجیه اینکه پورنوگرافی نبود استفاده شد. و، در واقع، هیچ چیز پورنوگرافی در آن وجود ندارد. کسی برای برقراری آزادی مجبور بود یخ را بشکند و در آن زمان چنین پرونده ای را به راه بیندازد، زیرا قبل از آن، پلیس می‌توانست هر چیزی را که می‌خواهد را تصرف کند. کاری که من در ساحل غربی انجام می‌دادم، جک اسمیت در ساحل شرقی با موجودات شعله‌ور انجام می‌داد. این دو فیلم تقریباً در یک زمان ساخته شده‌اند. "

## موسیقی متن
به عقیده برخی، خیزش عقرب اولین فیلم درامی است که دارای موسیقی متن راک اند رول است. یکی دیگر از فیلم‌های آنگر نیز از موسیقی متن راک اند رول (ماه خرگوش) استفاده می‌کند، اگرچه چهارده سال قبل از افزایش عقرب فیلمبرداری شده بود، اما تا سال ۱۹۷۲ تکمیل نشد.
1. Ricky Nelson - " Fools Rush In (Where Angels Fears to Pread) "
2. پگی کوچولو - "عروسک بادگیر"
3. فرشتگان - " بازگشت دوست پسر من "
4. بابی وینتون - " مخمل آبی "
5. الویس پریسلی - " (You're the) Devil in Disguise "
6. ری چارلز - " Hit the Road Jack "
7. Martha and the Vandellas - " (Love Is Like a) Heat Wave "
8. بلورها - " او یک شورشی است "
9. کلودین کلارک - " چراغ‌های مهمانی "
10. کریس جنسن - "شکنجه"
11. ژن مک دانیلز - "نقطه بازگشت"
12. پگی کوچولو - " من او را دنبال خواهم کرد "
13. Surfaris - " پاک کردن "

## انتقادها
خیزش عقرب از هنگام انتشار اولیه توسط منتقدان ساحل غربی مورد ستایش قرار گرفت. هنگامی که در سال ۱۹۶۴ در شهر نیویورک به نمایش درآمد، عقرب افزایش یافت نظرات مثبت دیگری را از نیویورکر، ورایتی و نیوزویک به دست آورد.
نورا سایر از نیویورک تایمز این فیلم را در سال ۱۹۷۵ مرور کرد و اظهار داشت: "فیلمی به اندازه کافی خاص، ارجاعات فیلم به دهه پنجاهم قرن بیستم، که می‌بایستی در سال ۱۹۶۵ قدیمی و موقر محسوب شود، باعث نمی‌شود که این فیلم اکنون از مد افتاده به نظر درآید. مسلماً، برخی از افراد آن را در بستری تأسف بار مشاهده کردند - در عرفانی زیرزمینی که بسیاری از فیلمهای فرومایه از تصاویر مشابهی مانند کنار هم قرار گرفتن مسیح و هیپسترها یا نمای بزرگ جمجمه‌های همه منظوره استفاده می‌کردند. اما پس از یک دهه تحصیل در جانمایی‌ها، امروز هنوز می‌توان طراوت گستاخی "عقرب" را چشید. "
کارگردانان گاسپار نوئه و نیکولاس ویندینگ رفن از این فیلم به عنوان تأثیر در روند فیلم‌سازیشان یاد کرده‌اند.

## در فرهنگ عامه
- "Scorpio Rising" عنوان پنجمین قطعه از آلبوم سوم آدام مورچه ، Vive Le Rock است. متن اشعار به "چهار مرد جوان" شبیه عقرب، با "کت چرم" و "بسته‌های بزرگ" اشاره دارد.
- سومین آلبوم گروه الکترونیکی انگلیسی Death در وگاس نام خود را از این فیلم گرفته‌است.
- ویدیوی "Her Fantasy" متیو دیر به کارگردانی تامی اوهاور ادای احترامی به "خیزش عقرب" است.
- در سال ۲۰۱۲، گروه Peggy Sue آلبوم کاور شامل ۱۲ آهنگ از ۱۴ آهنگ از موسیقی متن فیلم را منتشر کرد.